# Kernkraftwerk Hanul
Das Kernkraftwerk Hanul (bis 2013: Kernkraftwerk Uljin) bei Uljin in der Provinz Gyeongsangbuk-do in Südkorea besteht aus insgesamt acht Blöcken mit Druckwasserreaktoren. Ein neuer Bauabschnitt wird Shin Hanul genannt. Im älteren Bauabschnitt befinden sich sechs Blöcke in Betrieb, im neuen zwei; einer ist im Bau und ein weiterer ist in Planung.

## Reaktoren
Hanul-1 hat eine elektrische Nettoleistung von 966 MWe und eine Bruttoleistung von 1008 MWe, er ging 1988 in Betrieb. Die elektrische Nettoleistung von Block 2 beträgt 967 MWe, die Bruttoleistung 1012 MWe; die Inbetriebnahme war 1989. Hanul-3 hat eine Nettoleistung von 997 MWe sowie eine Bruttoleistung von 1048 MWe und wurde 1998 in Betrieb genommen. Die elektrische Nettoleistung von Block 4 beträgt 999 MWe, die Bruttoleistung 1053 MWe; die Inbetriebnahme erfolgte 1999. Hanul 5 und 6 haben je eine Nennleistung von 1051 MWe und 1050 MWe, die Inbetriebnahme erfolgte 2004 und 2005.

### Shin Hanul
Gegenwärtig sind zwei Reaktor in Betrieb, einer davon kommerziell (Shin Hanul 1); die Blöcke haben eine elektrische Leistung von jeweils 1340 MW netto (1400 MW brutto). Mit dem Bau des ersten neuen Reaktors wurde am 10. Juli 2012 begonnen. Der Baubeginn des zweiten Blocks folgte ein Jahr später. Die Kosten wurden mit rund 6 Milliarden US-Dollar veranschlagt. Die Betriebsaufnahme von Shin Hanul 1 war für das Jahr 2017 geplant.
Nach vielen Verzögerungen erhielt Shin Hanul 1 vom Nuclear Safety and Security Committee im Juli 2019 eine Zulassung für den Betrieb, erlangte am 22. Mai 2022 Kritikalität und die Netzsynchronisation fand am 9. Juni 2022 statt. Der kommerzielle Betrieb wurde am 7. Dezember 2022 aufgenommen.
Shin Hanul 2 erlangte am 6. Dezember 2023 Kritikalität, die Netzsynchronisation fand am 21. Dezember 2023 statt, am 10. April 2024 startete der kommerzielle Betrieb.
Der Bau von zwei weiteren Blöcken (Shin Hanul 3 und 4) war im Mai 2017 unterbrochen worden, nachdem die damalige südkoreanische Regierung einen Atomausstieg angekündigt hatte. Die Nachfolgerregierung Yoon Suk-yeol strebt an, den Bau der zwei weiteren APR-1400 wieder in Gang zu bringen. Die Bauvorbereitungen liefen im Juni 2023 wieder an, die Arbeiten an den Reaktorgebäuden sollten 2024 fortgesetzt werden. Mit dem Bau von Shin Hanul 3 wurde offiziell am 20. Mai 2025 begonnen.

## Daten der Reaktorblöcke
Das Kernkraftwerk Hanul hat insgesamt acht Blöcke. Die Lebensdauer der sechs älteren Reaktoren wird im Durchschnitt auf jeweils 40 Jahre veranschlagt, so dass der erste voraussichtlich im Jahre 2028 abgeschaltet werden soll. Die APR-1400 von Shin-Hanul sind auf eine Lebensdauer von 60 Jahren ausgelegt.
Die elektrische Nettoleistung des ganzen Kraftwerks beträgt 8604 MW. Die Anlage gehört damit zu den größten Kernkraftwerken auf der Erde.
| Reaktorblock | Reaktortyp         | Baulinie   | elektrische- Leistung | elektrische- Leistung | thermische- Reaktorleistung | Baubeginn  | Netzsyn- chronisation | Kommer- zieller Betrieb | Stilllegung    |
| Reaktorblock | Reaktortyp         | Baulinie   | Netto                 | Brutto                | thermische- Reaktorleistung | Baubeginn  | Netzsyn- chronisation | Kommer- zieller Betrieb | Stilllegung    |
| ------------ | ------------------ | ---------- | --------------------- | --------------------- | --------------------------- | ---------- | --------------------- | ----------------------- | -------------- |
| Hanul-1      | Druckwasserreaktor | France CPI | 966 MW                | 1008 MW               | 2775 MW                     | 26.01.1983 | 07.04.1988            | 10.09.1988              | (2028 geplant) |
| Hanul-2      | Druckwasserreaktor | France CPI | 967 MW                | 1012 MW               | 2775 MW                     | 05.07.1983 | 14.04.1989            | 30.09.1989              | (2029 geplant) |
| Hanul-3      | Druckwasserreaktor | OPR-1000   | 997 MW                | 1048 MW               | 2825 MW                     | 21.07.1993 | 06.01.1998            | 11.08.1998              | (2038 geplant) |
| Hanul-4      | Druckwasserreaktor | OPR-1000   | 999 MW                | 1053 MW               | 2825 MW                     | 01.11.1993 | 28.12.1998            | 31.12.1999              | (2039 geplant) |
| Hanul-5      | Druckwasserreaktor | OPR-1000   | 998 MW                | 1051 MW               | 2825 MW                     | 01.10.1999 | 18.12.2003            | 29.07.2004              | (2044 geplant) |
| Hanul-6      | Druckwasserreaktor | OPR-1000   | 997 MW                | 1050 MW               | 2825 MW                     | 29.09.2000 | 07.01.2005            | 01.06.2005              | (2045 geplant) |
| Shin-Hanul-1 | Druckwasserreaktor | APR-1400   | 1340 MW               | 1400 MW               | 3983 MW                     | 10.07.2012 | 09.06.2022            | 07.12.2022              | –              |
| Shin-Hanul-2 | Druckwasserreaktor | APR-1400   | 1340 MW               | 1400 MW               | 3983 MW                     | 19.06.2013 | 21.12.2023            | 05.04.2024              | –              |
| Shin-Hanul-3 | Druckwasserreaktor | APR-1400   | 1340 MW               | 1400 MW               | 3983 MW                     | 20.05.2025 | –                     | –                       | –              |
| Shin-Hanul-4 | Druckwasserreaktor | APR-1400   | 1340 MW               | 1400 MW               | 3983 MW                     | –          | –                     | –                       | –              |